# Eurocopter EC 145
L'Airbus Helicopters H145, precedentemente Eurocopter EC145, è un elicottero medio-leggero utility bimotore progettato e prodotto da Airbus Helicopters e derivato dal MBB-Kawasaki BK 117.

## Storia
L'Eurocopter EC145 è uno sviluppo del MBB-Kawasaki BK 117 C-1, ottenuto applicandogli l’avionica e la cabina già utilizzate sul più piccolo EC135. Il primo esemplare di questa serie, denominata internamente e certificata come BK 117 C-2, ha volato per la prima volta il 12 giugno 1999 dallo stabilimento Eurocopter di Donauwörth; la prima certificazione conseguita è stata quella tedesca, ottenuta il 20 dicembre 2000, mentre quella americana e giapponese sono state ottenute nel 2002. Nel 2003 ha ottenuto la certificazione EASA.

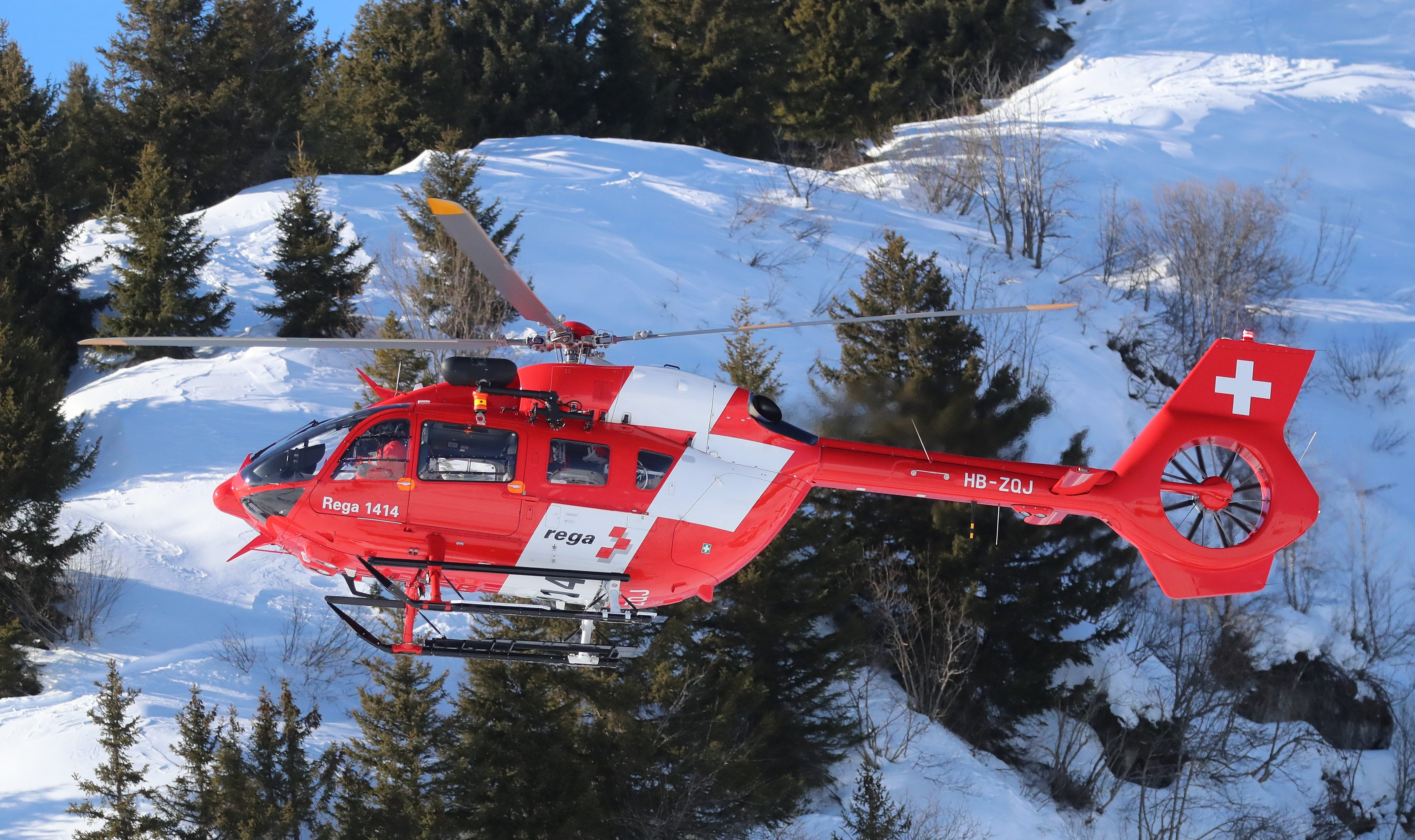
EC145 T2/H145 della Guardia aerea svizzera di soccorso

L’elicottero è costruito e commercializzato da Eurocopter in collaborazione con Kawasaki Heavy Industries: inizialmente, il lavoro di Eurocopter prevedeva la produzione dei rotori, le trasmissioni intermedia e di coda, sistemi di controllo, trave di coda, pattini e cockpit, mentre Kawasaki era responsabile di produrre la fusoliera, la trasmissione principale e gli impianti elettrico e combustibile.
Il 25 giugno 2010 ha volato per la prima volta un esemplare di una nuova versione denominata EC145 T2, che si differenzia principalmente dai modelli precedenti grazie all’adozione di due turboalberi Arriel 2E, di un rotore Fenestron, di avionica Helionix e di trasmissioni ridisegnate. Questa versione è stata certificata nel 2014, in aprile dalla EASA e in ottobre dalla FAA. Nel 2015 l’EC145 è stato ridenominato H145; sempre nel 2015 è stata certificata una versione militare dell’H145 denominata H145M, precedentemente EC645.
Il 4 marzo 2019, ad Heli Expo, è stata presentata una nuova versione dotata di un rotore a cinque pale e con un carico utile aumentato di 150 kg; questa versione è stata certificata nel 2020.

### Impiego operativo

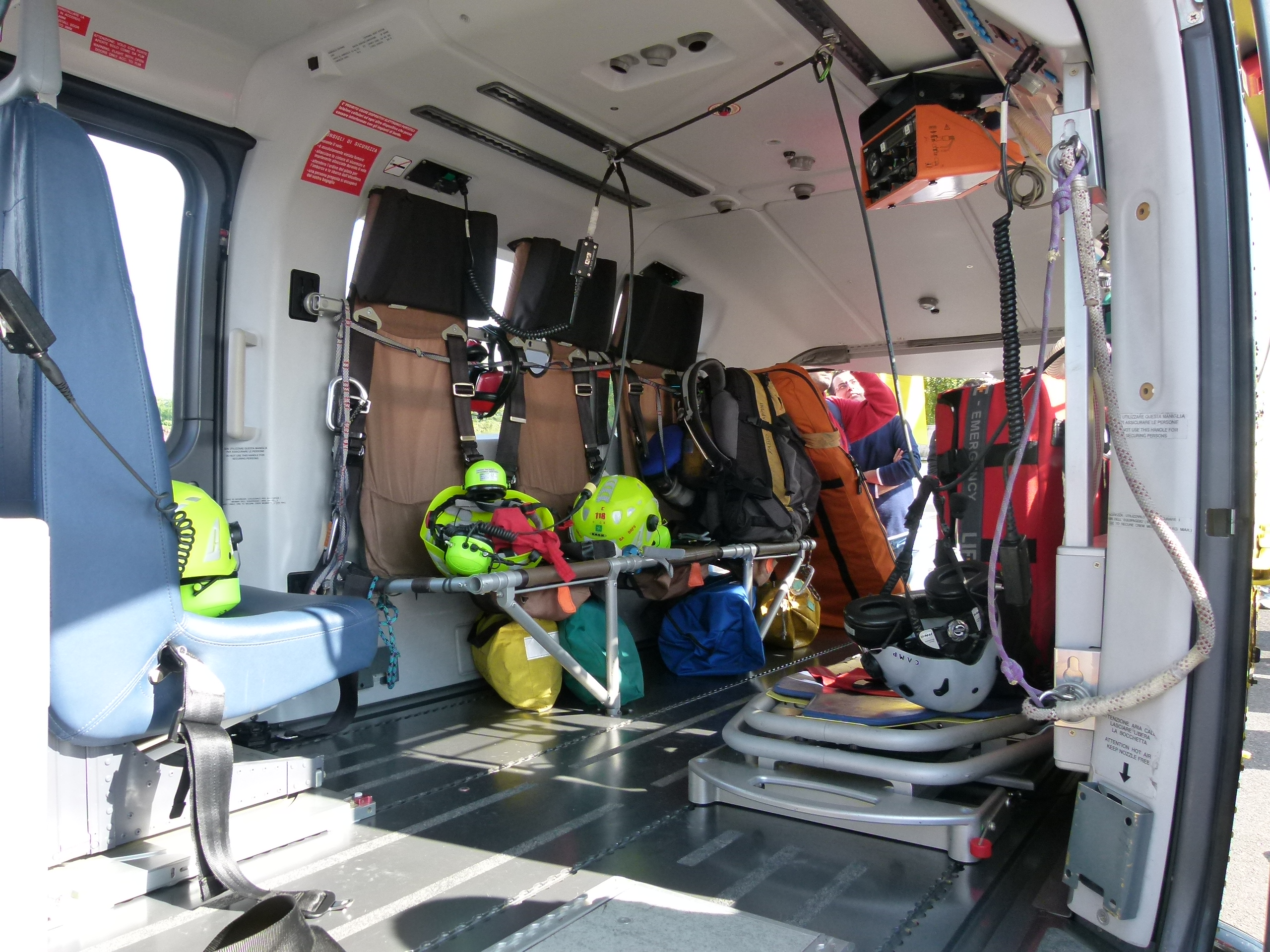
Interni di un EC145 eliambulanza

Il primo EC145 è stato consegnato alla Sécurité Civile il 24 aprile 2002.
Alla fine di giugno 2006 lo United States Army ha ordinato 322 UH-145, una versione militarizzata dell’EC145, per sostituire alcuni suoi vecchi elicotteri in missioni utility. Questa versione è stata ribattezzata dal Dipartimento della difesa UH-72 Lakota; il primo elicottero di questa versione è stato consegnato nel dicembre 2006; il Lakota viene impiegato in missioni di trasporto, logistica e di supporto.
Nell’aprile 2012 Eurocopter ha consegnato il 500º EC145. Il 31 luglio 2014 è stato consegnato, a DRF Luftrettung, il primo EC145 T2.
Il 25 settembre 2019 un H145 con cinque pale è atterrato sulla vetta dell’Aconcagua, stabilendo un record per gli elicotteri biturbina.
Nel 2013 l’esercito tedesco ha ordinato una versione militarizzata denominata EC645 T2 e caratterizzata dalla presenza di supporti per armamenti esterni, protezione balistica, sensori elettro-ottici e un verricello. Oltre che dalla Germania, l’EC645, denominato H145M dal 2015, è stato ordinato dalla Thailandia nel 2014, dalla Serbia nel 2016 e dall’Ungheria e dal Lussemburgo nel 2019.

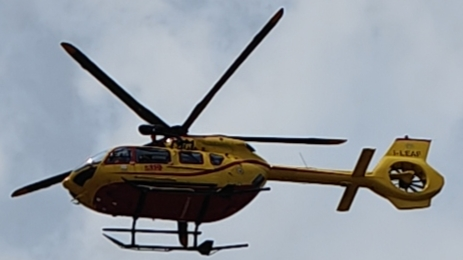
L'Airbus H145 I-LEAF, attrezzato per l'elisoccorso, visto dal basso mentre lascia l'ospedale Santa Corona di Pietra Ligure

## Tecnica
L’EC145 è stato sviluppato dal MBB-Kawasaki BK 117 aumentando lo spazio in cabina, il peso massimo al decollo e l’autonomia.
La fusoliera dell’EC145 è realizzata in materiali compositi (principalmente fibra di carbonio), mentre la parte inferiore della fusoliera, i pattini e la trave di coda sono in leghe di alluminio; a partire dall’H145 la trave di coda è realizzata in materiali compositi. Ciascun elicottero è dotato di cinque accessi: oltre ai portelloni sulla fusoliera, è installato un portellone sotto la trave di coda.

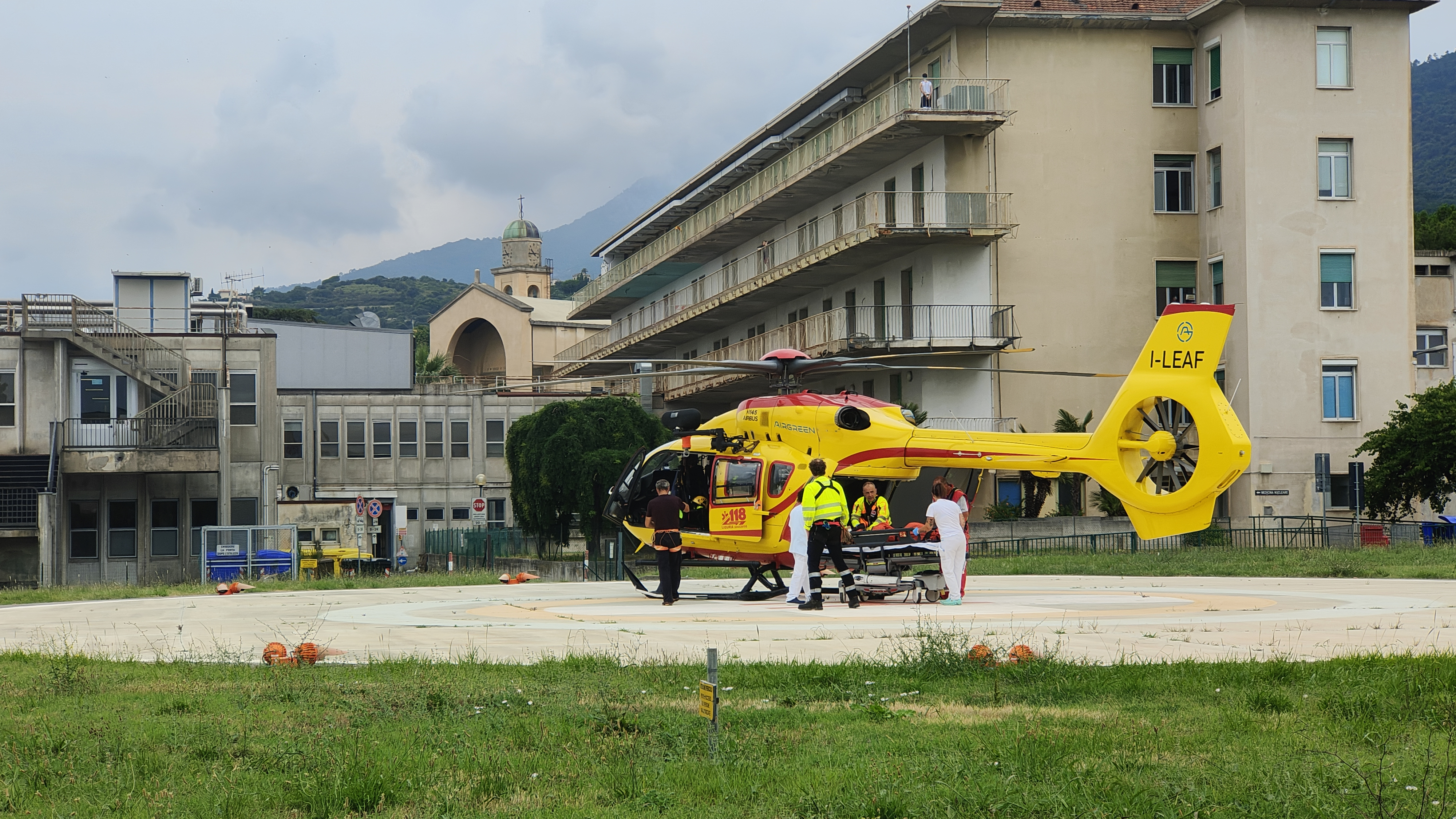
Con i portelloni di coda aperti, versione elisoccorso. Un "H145" "I-LEAF", Air Green, in uso per la Regione Liguria, impegnato nel trasporto malati e feriti al "Santa Corona" di Pietra Ligure. Il mezzo è dotato di un autopilota a 4 assi, avionica di ultima generazione e una cabina spaziosa e flessibile, adatta a trasporti speciali come quelli in terapia. Ha base ad Albenga

Il rotore principale, del diametro di 11 metri e dagli stessi profili di quello dell’EC135, è dotato di 4 pale realizzate in fibra di carbonio e di vetro ed è rigido; la corda del profilo di ciascuna pala aumenta verso l’esterno, dove le pale sono spazzate; il rotore a 5 pale ha un diametro di 10,80 metri. L’albero del rotore è realizzato in acciaio. Negli EC145 il rotore di coda è costituito da 2 pale realizzate in fibra di vetro e acciaio di pianta rettangolare; negli H145 il rotore di coda è intubato (del tipo Fenestron), è costituito da 10 pale realizzate in fibra di carbonio ed è collegato a uno statore.

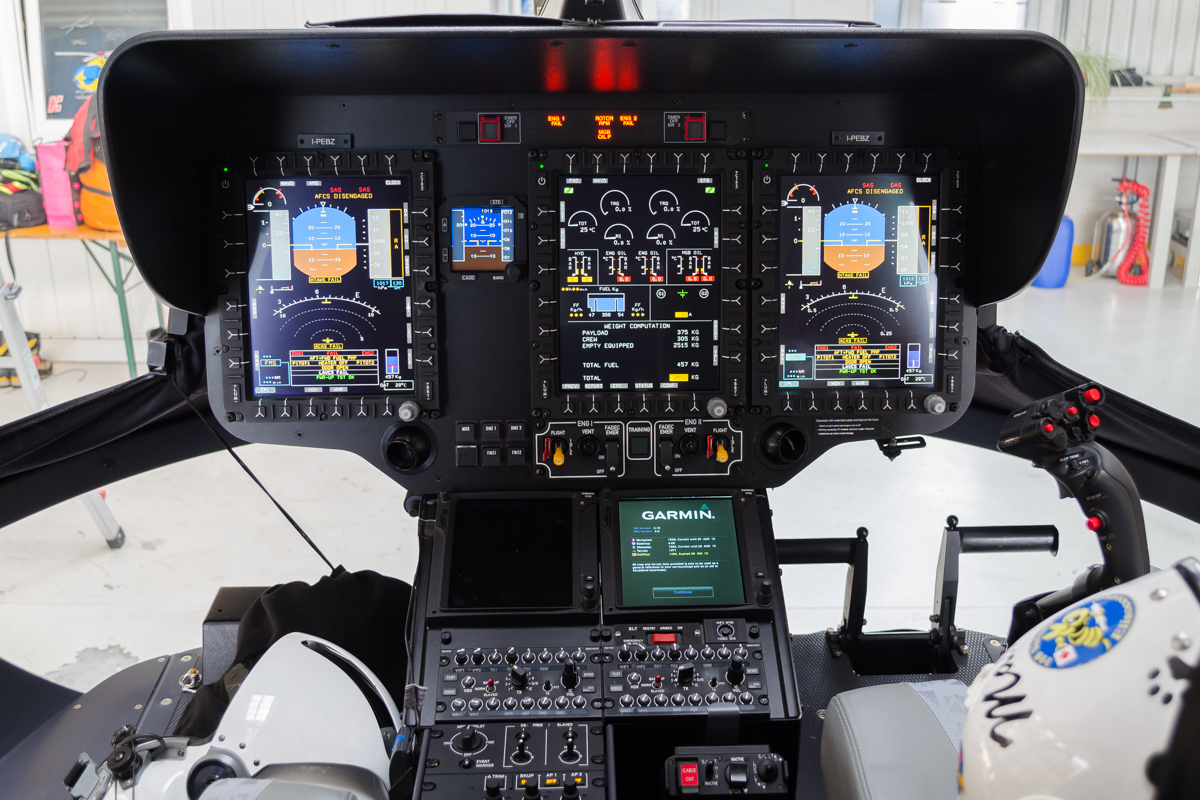
Cockpit di un EC145 T2 con avionica Helionix

Gli EC145 sono equipaggiati con due turboalberi Safran Arriel 1E2 da 550 kW mentre gli H145 sono equipaggiati con due Arriel 2E da 667 kW e controllati da due Electronic Engine Control Units automatiche. Due serbatoi di combustibile sono installati sotto la cabina e sono interconnessi tra loro; sempre sotto la cabina è possibile installare serbatoi ausiliari.
L’EC145 è dotato di avionica glass cockpit Thales MEGHAS, l’EC145e di avionica Garmin G500H, l’H145 è equipaggiato con l’avionica Helionix di Airbus e con un pilota automatico a 4 assi. Il cockpit è compatibile con i night vision goggles e nel 2007 l’EC45 è diventato il primo elicottero commerciale ad essere certificato per questo genere di operazioni.
I comandi del rotore principale sono di tipo idro-meccanico costituiti da aste; i comandi del rotore di coda dell’EC145 sono ad aste potenziati da un attuatore idraulico e uno elettrico, mentre nell’H145 sono ad aste con due attuatori elettrici collocati in prossimità del Fenestron che attivano due attuatori idraulici che muovono le palette.
Il sistema idraulico, utilizzato per potenziare i comandi di volo e per attivare il freno del rotore, è costituito da due impianti identici, tre attuatori dei comandi del rotore principale e uno o due attuatori dei comandi del rotore di coda rispettivamente sugli EC145 e H145. I sistemi elettrici operano a 28 V c.c. o a 24 V c.c. quando alimentati da batteria, oppure a 26 V c.a. o 115 V c.a. ricavati tramite un inverter che elabora la corrente continua fornita dai sistemi installati.

## Versioni
- EC145: versione originale con rotore di coda convenzionale, denominata ufficialmente BK 117 C-2.
- UH-72A Lakota: versione militare basata sull’EC145 prodotta per le forze armate degli Stati Uniti.
- EC145e: versione semplificata e dotata di avionica Garmin G500H, denominata ufficialmente BK 117 C-2e.[23]
- EC145 T2/H145: versione dotata di fenestron, turboalberi Arriel 2E, nuova avionica e peso massimo al decollo incrementato a 3 650 kg (3 700 o 3 800 con due appositi kit), denominata ufficialmente BK 117 D-2. Nel 2019 è stata presentata una versione con rotore principale a 5 pale con peso massimo al decollo di 3 800 kg denominata ufficialmente BK 117 D-3.
- H145M: nota precedentemente come EC645, è una versione militarizzata del H145 certificata nel 2015, dotata di protezione balistica, punti di attacco interni e esterni per armamenti e sensori, verricello e avionica militare.[24] La versione con rotore principale a quattro pale è denominata ufficialmente BK 117 D-2M, mentre quella con rotore a cinque pale BK 117 D-3M.
- ACH145: versione VIP derivata dall’H145 dotata di interni personalizzabili prodotta in due opzioni denominate ACH Line e ACH Mercedes-Benz Style.
- UH-72B Lakota: versione militare basata sull’H145 e destinata alla National Guard of the United States.[25]

## Dati tecnici
|                                | BK 117 C-2          | BK 117 D-2          | BK 117 D-3          |
| ------------------------------ | ------------------- | ------------------- | ------------------- |
| Lunghezza                      | 13,06 m             | 13,54 m             | 13,54 m             |
| Altezza                        | 3,96 m              | 3,98 m              | 3,98 m              |
| Volume della cabina            | 6 m3                | 6 m3                | 6 m3                |
| Diametro del rotore principale | 11,00 m             | 11,00 m             | 10,80 m             |
| Diametro del rotore di coda    | 1,96 m              | 1,15 m              | 1,15 m              |
| Peso massimo al decollo        | 3 525 kg            | 3 650 kg            | 3 800 kg            |
| Motori (x2)                    | Safran Arriel 1E2   | Safran Arriel 2E    | Safran Arriel 2E    |
| Potenza al decollo (x2)        | 550 kW (738 shp)    | 667 kW (895 shp)    | 667 kW (895 shp)    |
| VNE                            | 278 km/h (150 kt)   | 278 km/h (150 kt)   | 278 km/h (150 kt)   |
| Quota di tangenza              | 18 000 ft (5 486 m) | 20 000 ft (6 095 m) | 20 000 ft (6 095 m) |

## Utilizzatori

### Civili
Belgio
- Noordzee Helikopters Vlaanderen[31]

 Canada
- Airmedic

2 EC145 consegnati.
- Shock Trauma Air Rescue Service[33]

 Germania
- ADAC Luftrettung[34]
- DRF Luftrettung[35]

 Italia
- Avincis Aviation Italia

2 BK 117 C-2/EC145; 14 EC145 T-2/BK 117 D-2/H145; 5 BK 117 D-3/H145 pentapala.
- Nucleo elicotteri della provincia autonoma di Trento

2 H145 D3 (I-PBOE e I-CBAS) in Servizio dall'Agosto 2023 in sostituzione di un Airbus Helicopters AS365 Dauphin (I-TNBB) e di un AgustaWestland AW139 (I-TNCC, precipitato nel 2017)
- EliFriulia[37]
- AirGreen

1 EC145 T-2/BK 117 D-2/H145; 3 BK 117 D-3/H145 pentapala (di cui due convertiti)
 Norvegia
- Norsk Luftambulanse[39]

 Nuova Zelanda
- Helicopters Otago[40]

 Regno Unito
- Devon Air Ambulance[41]
- East Anglian Air Ambulance[42]
- Midlands Air Ambulance[43]
- Wales Air Ambulance[44]
- Yorkshire Air Ambulance[45]

 Spagna
- Babcock MCS España[46]

 Stati Uniti
- Air Methods

31 EC145 in servizio HEMS operati anche per altri enti.
- Boston MedFlight[48]
- Memorial Hermann Life Flight[49]
- OSF HealthCare Life Flight[50]
- Sanford Airmed[51]
- Thomas Jefferson University JeffSTAT[52]

 Svezia
- Avincis Aviation Sweden[53]
- Svensk Luftambulans[54]

 Svizzera
- REGA

7 H145 in servizio al marzo 2022. Ulteriori 9 H145 con rotore pentapala ordinati a marzo 2022 che faranno da rimpiazzo agli attuali 7 in servizio. Un ulteriore lotto di 12 H145 pentapala ordinato a dicembre 2022, che porta a 21 gli esemplari ordinati.

### Governativi

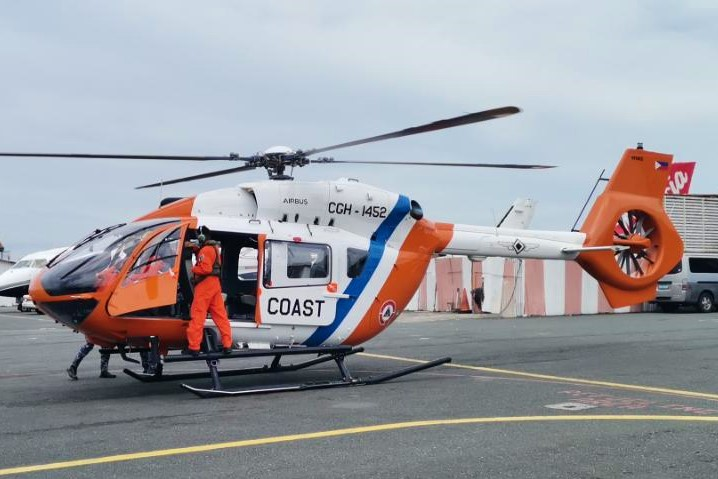
H145 della guardia costiera filippina

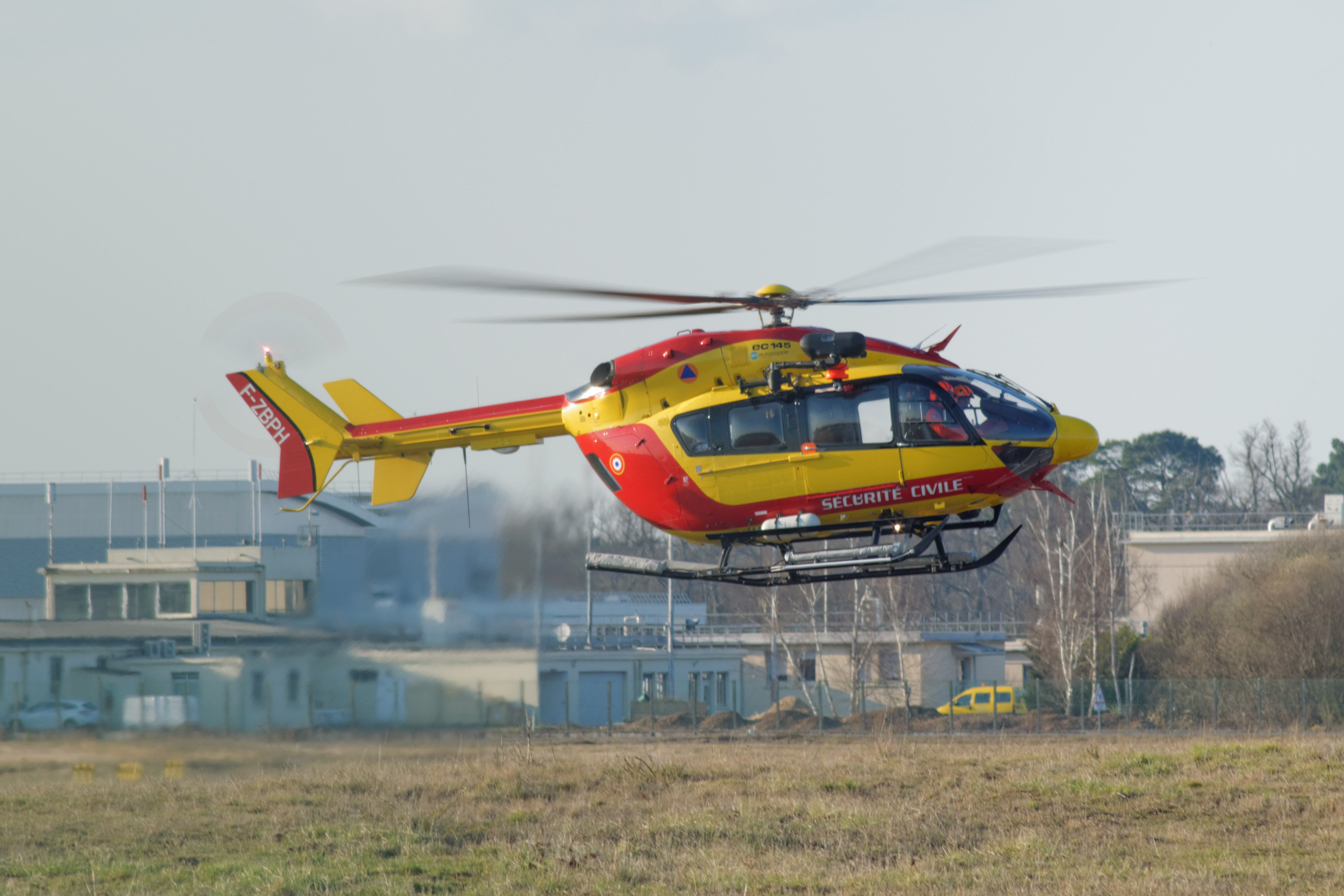
EC145 della Sécurité Civile

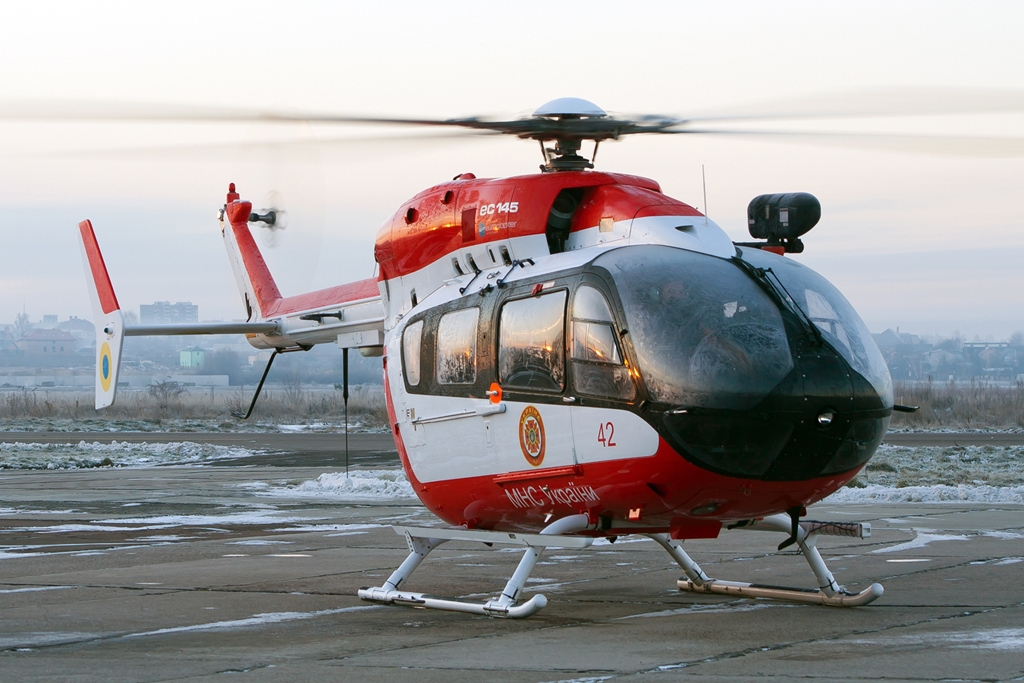
EC145 del Servizio statale ucraino per le emergenze

Arabia Saudita
- Saudi Aramco

5 in leasing da Milestone Aviation.
 Argentina
- Policía Federal Argentina

1 EC145 e 2 H145 in servizio.
 Bahrein
- Bahrain State Police

9 H145 ordinati a dicembre 2024.
 Canada
- Royal Canadian Mounted Police

1 H145 in servizio dal 2019.
 Cina
- Polizia di Guangzhou[61]

 Filippine
- Guardia costiera filippina

2 H145 consegnati nel 2020.
 Francia
- Gendarmerie nationale

15 EC 145GN consegnati, 8 dei quali sono stati ordinati nel 1999 e 7 nel 2006, con i primi esemplari del primo ordine consegnati a partire dal 2002. Ulteriori 6 H145 ordinati a gennaio 2024.
- Sécurité Civile[66]

31 H145 quadripla in servizio al gennaio 2022, più 2 nuovi H145 pentapala ordinati. Ulteriori 36 H145 ordinati a gennaio 2024.
- Service d'Aide Medicale d'Urgence[69]

 Georgia
- Polizia di frontiera georgiana

3 H145 ordinati a dicembre 2022, con consegne peeviste per il 2024.
 Germania
- Landespolizei

8 H145 ordinati dalla polizia bavarese a dicembre 2021, con consegne dal 2023.
 Iraq
- Ministero del petrolio

 Isole Cayman
- Royal Cayman Islands Police Service

2 H145 consegnati nel 2017 e nel 2019.
 Israele
- Polizia israeliana

2 ordinati nel 2015 e in servizio dal 2017.
 Lituania
- Valstybes Sienos Apsaugos Tarnyba

1 EC145C2 consegnato.
 Marocco
- Gendarmeria Reale marocchina

5 EC145 acquistati nel 2019 dalla REGA.
 Namibia
- Polizia namibiana

1 in servizio dal 2020.
 Perù
- Policía Nacional del Perú

 Regno Unito
- National Police Air Service

4 EC145 in servizio nel 2019.
- Scottish Air Ambulance

 Serbia
- Polizia serba

4 in servizio dal 2019.
 Stati Uniti
- Las Vegas Metropolitan Police Department

1 H145 in servizio dal 2017.
- Riverside County Sheriff’s Department

1 H145 ordinato nel 2019.
- Suffolk County Police Department

2 EC145 consegnati nel 2006 e nel 2015.
- New York State Police

2 H145 ordinati nel 2024, più ulteriori 3 ordinati in a marzo 2025.
- University of Cincinnati Air Care[84]

 Ucraina
- Ministero degli affari interni

10 ordinati di cui 8 con rotore a cinque pale.
- Servizio statale dell'Ucraina per le emergenze

### Militari

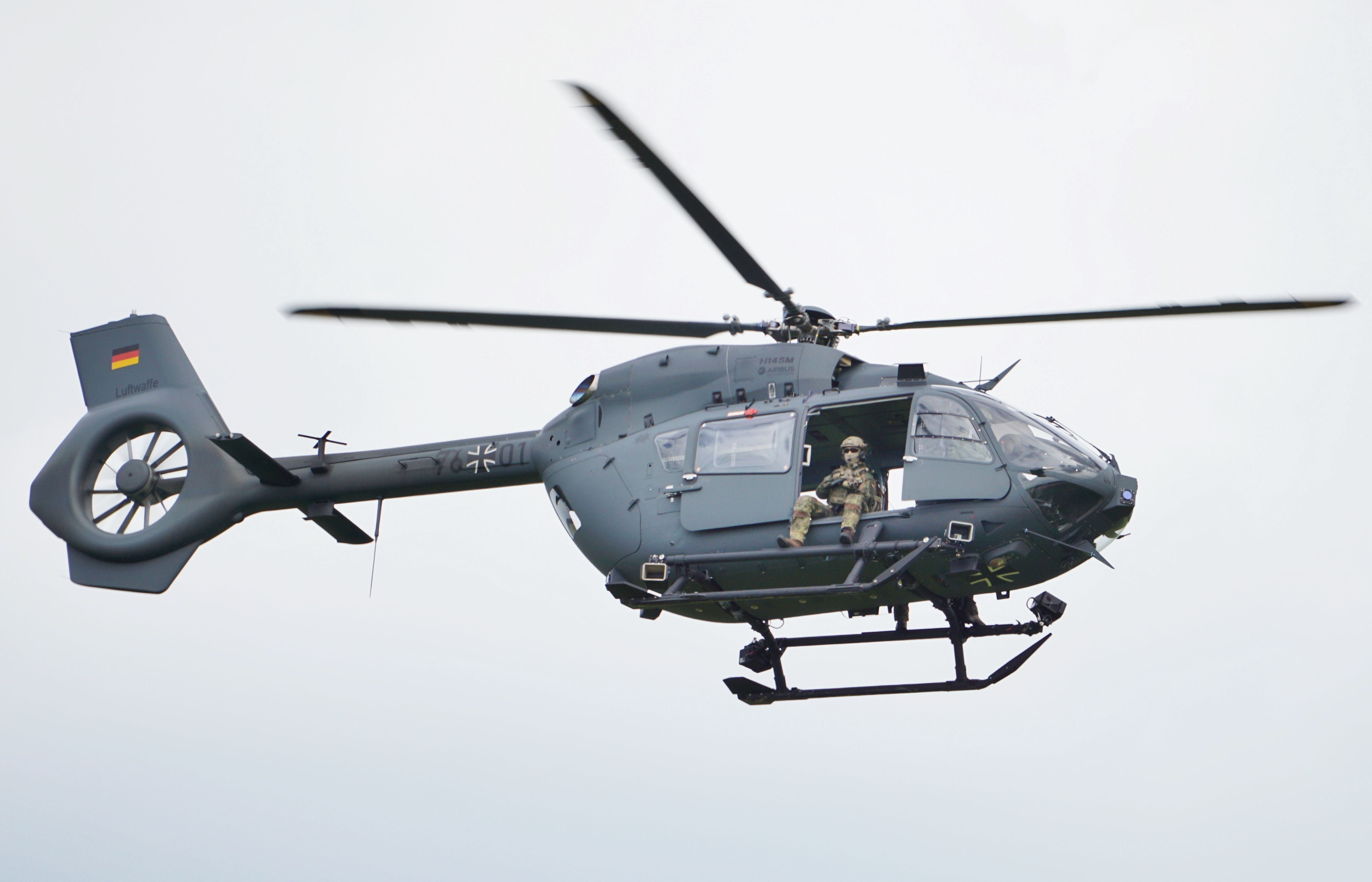
H145M della Luftwaffe

Albania
- Forca Ajrore

1 EC145 acquistato nel 2011 per trasporto VIP seguito da altri 2 nel 2014, di cui 1 per trasporto VIP e 1 per ricerca e soccorso. L'EC145 da ricerca e soccorso è stato perso in un incidente il 6 aprile 2016.

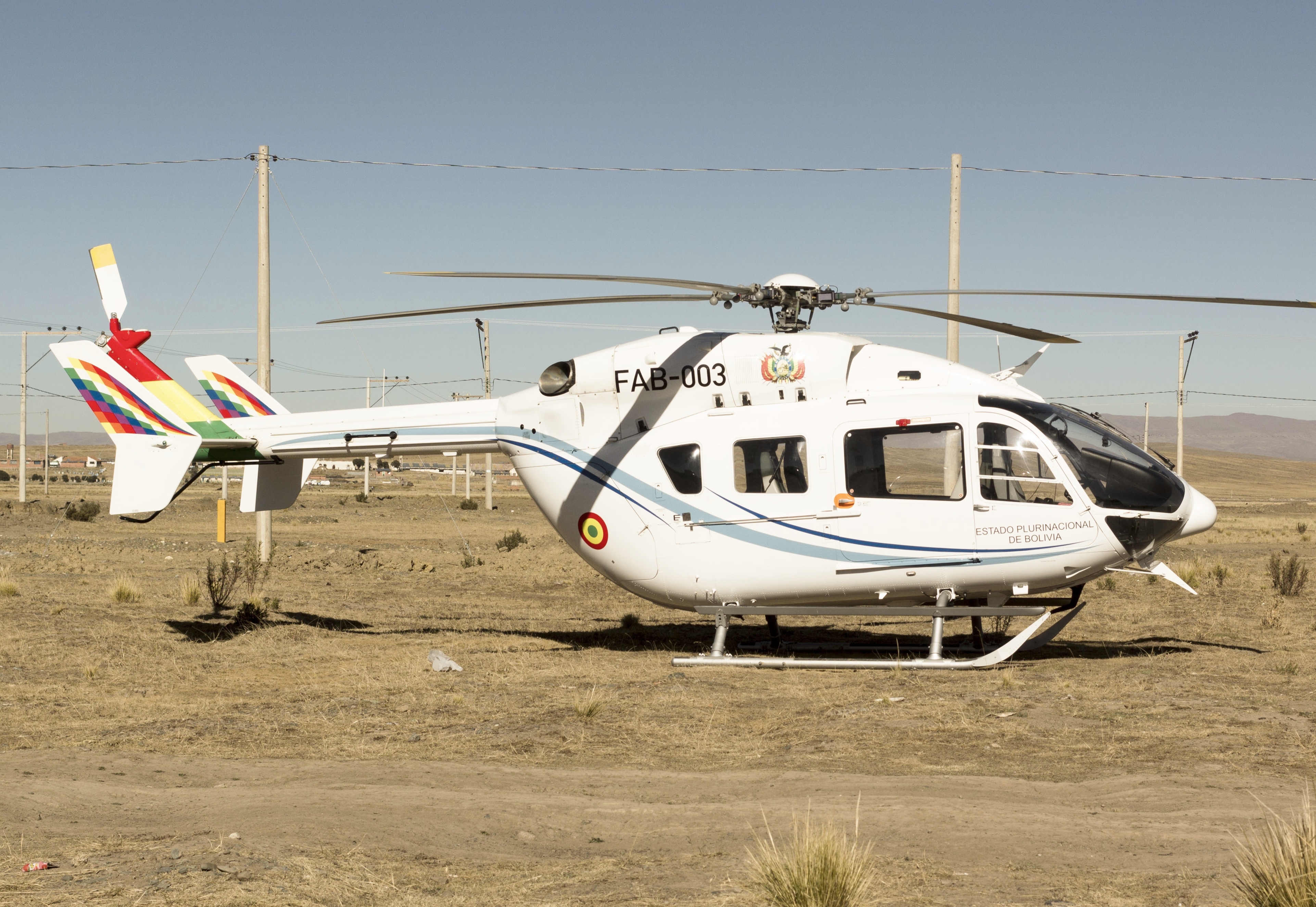
EC-145 della Bolivia

 Bolivia
- Fuerza Aérea Boliviana

4 consegnati ed in servizio a gennaio 2017.
 Cipro
- Dioíkīsī Aeroporías

vedi Airbus Helicopters H145M
 Ecuador
- Fuerza Aérea Ecuatoriana

vedi Airbus Helicopters H145M
 Germania
- Heer

7 H145 LUH SAR da utilizzare nel ruolo SAR ordinati a dicembre 2018, da consegnarsi a partire dal 2020. Il primo esemplare è stato consegnato a dicembre 2019, in anticipo sulla data prevista. Il settimo ad ultimo esemplare è stato consegnato il 19 marzo 2021.
- Luftwaffe

vedi Airbus Helicopters H145M
 Kazakistan
- Forze di difesa aerea della Repubblica del Kazakistan

18 H145 ordinati e tutti consegnati al marzo 2022.
 Lussemburgo
- Esercito del Lussemburgo

vedi Airbus Helicopters H145M
 Messico
- Armada de México

2 H145 consegnati, uno dei quali ricevuto di secondo mano nel settembre del 2020 dalla compagnia parastatale Petróleos Mexicanos (PEMEX). Un esemplare è stato perso il 1 ottobre 2022.
 Mongolia
- Agaaryn Dovtolgoonoos Khamgaalakh Tsergiyn Komandlal

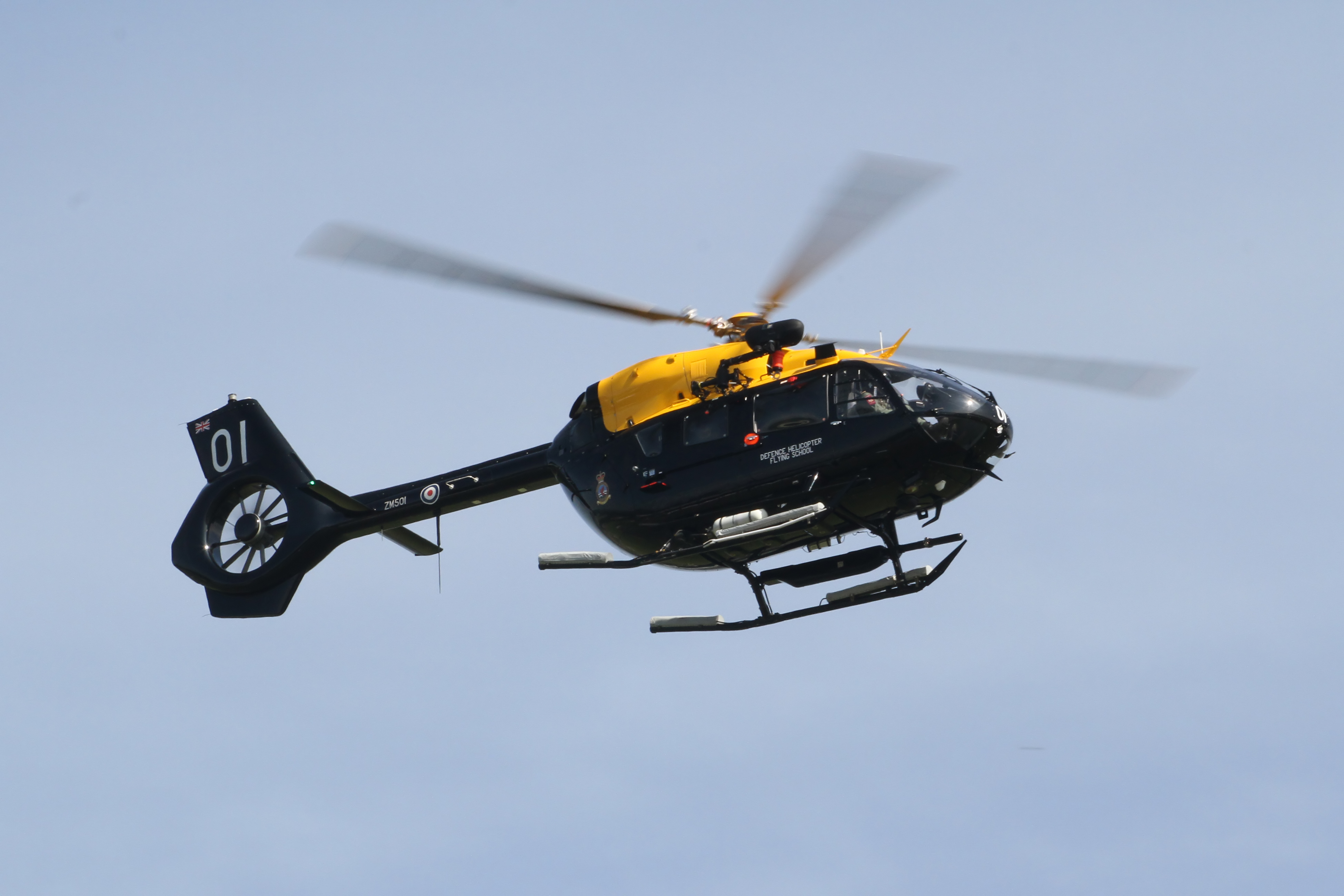
H145 della RAF

1 EC 145 consegnato.
 Regno Unito
- Royal Air Force

7 H145 ordinati e consegnati entro il maggio 2017.
- British Army

6 H145 esemplari ordinati ad aprile 2024. Primo esemplare, ridesignato Jupiter HC2, consegnato il 12 maggio 2025.
 Serbia
- Vazduhoplovstvo i PVO Vojske Srbije

vedi Airbus Helicopters H145M
 Stati Uniti
- United States Army

462 UH-72A Lakota in servizio e 17 UH-72B Lakota ordinati.
- United States Navy

5 UH-72A Lakota utilizzati per addestramento alla United States Naval Test Pilot School.
 Thailandia
- Kongthap Bok Thai

6 H145T2 da trasporto VIP ordinati a febbraio 2015, con consegne a partire dal 2016.
- Kongthap Ruea Thai

vedi Airbus Helicopters H145M
 Ungheria
- Magyar légierő

vedi Airbus Helicopters H145M